# エリック・ジェイコブセン (バスケットボール)
エリック・ジェイコブセン（Eric Jacobsen、1994年6月2日 - ）は、アメリカ合衆国のプロバスケットボール選手。チャンドラー (アリゾナ州)出身。ポジションはパワーフォワード / センター。B.LEAGUEの茨城ロボッツ所属。

## 経歴
ジェイコブセンは、ハミルトン高校でのシニアシーズンで1試合あたり平均12.4ポイントと10.3ボードを記録し、ハミルトン高校は1試合あたり平均15.9ポイント、11.7リバウンド、2.3ブロックを記録した。そして複数の大学からオファーがあり、アリゾナ州立大学でプレーする事になった。アリゾナ州立大学3年時には、キャリアハイとなる1試合平均8.3得点を記録した。12月13日のペパーダイン戦では、キャリアで初めて20得点、チーム9リバウンドを記録した。シニアシーズンは全32試合に先発出場。FG57.6％、合計フィールドゴール91-158を決め、ASUをリードした。NBAドラフト指名とはならなかったが、ドラフト外でクリーブランド・キャバリアーズのメンバーとしてNBAサマーリーグに出場した。7試合で1試合平均3.4ポインター、1試合平均9.1分の出場にとどまり、キャバリアーズのプレシーズンロスターに入る事は出来なかった。

### 日本でのキャリア
2017年8月にライジングゼファーフクオカと契約を結んだ。
ライジングゼファーフクオカでは2019年まで2シーズンプレーをした。
2020年1月21日、仙台89ERSへの移籍が発表された。
仙台89ERSのB2プレーオフ参戦に貢献したが、惜しくもB1昇格とはならなかった。
そして、2021年6月16日に茨城ロボッツへの移籍が発表された。
2022年6月2日、契約継続することを発表した。シーズンは59試合に出場した。
2023年6月13日、契約継続を発表した。これで茨城3年目となる。今シーズンもチームの柱として活躍を期待されていたが、2023年9月11日に右足舟状骨骨折偽関節の怪我の影響を受け、インジュアリーリストへの登録が発表された。
2024年4月9日、シーズン終盤に外国籍選手のケガに伴い、インジュアリーリストからの抹消が発表された。